# Lisa (rapper)
Lalisa Manobal (tiếng Thái: ลลิษา มโนบาล) (tên khai sinh Pranpriya Manobal (tiếng Thái: ปราณปรียา มโนบาล); sinh ngày 27 tháng 3 năm 1997), thường được biết đến với nghệ danh Lisa (tiếng Hàn: 리사), là một nữ rapper, ca sĩ, nhạc sĩ và vũ công người Thái Lan. Cô là thành viên nhỏ tuổi nhất của nhóm nhạc nữ Hàn Quốc Blackpink trực thuộc YG Entertainment.  Cô sẽ ra mắt với vai trò diễn viên vào năm 2025 trong loạt phim truyền hình HBO The White Lotus.
Lisa ra mắt solo với album đĩa đơn Lalisa vào tháng 9 năm 2021, với đĩa đơn chủ đề cùng tên. Album đã bán được hơn 736.000 bản trong tuần phát hành tại Hàn Quốc, khiến cô trở thành nghệ sĩ nữ đầu tiên làm được điều này. Video âm nhạc cho đĩa đơn chủ đề cùng tên đã thu về 73,6 triệu lượt xem trên YouTube trong 24 giờ đầu tiên phát hành và trở thành video âm nhạc được xem nhiều nhất trong 24 giờ đầu tiên trên nền tảng này của một nghệ sĩ solo. Cả "Lalisa" và đĩa đơn thứ hai trong album " Money " đều lọt vào top 10 của Billboard Global 200 , đĩa đơn sau trở thành bài hát xếp hạng nhiều tuần đầu tiên của một nữ nghệ sĩ solo K-pop trên Billboard Hot 100 của Mỹ và Bảng xếp hạng đĩa đơn của Vương quốc Anh . Lalisa và "Money" lần lượt trở thành album và bài hát đầu tiên của một nghệ sĩ solo K-pop đạt được một tỷ lượt phát trực tuyến trên Spotify. Năm 2024, Lisa thành lập công ty quản lý riêng mang tên LLOUD và ký hợp đồng với RCA Records và đạt được vị trí quán quân đầu tiên trên Billboard Global Excl. US với đĩa đơn "Rockstar", đĩa đơn chính trong album phòng thu đầu tay Alter Ego (2025) của cô.
Lisa đã giành được nhiều giải thưởng trong suốt sự nghiệp của mình, bao gồm cả nghệ sĩ solo K-pop giành được nhiều kỷ lục Guinness thế giới nhất với 8 kỷ lục, Giải thưởng âm nhạc Gaon Chart , Giải thưởng âm nhạc châu Á Mnet , Giải thưởng video âm nhạc MTV và Giải thưởng âm nhạc MTV Châu Âu đầu tiên từng giành được. của một nghệ sĩ solo K-pop. Cô là nghệ sĩ K-pop được theo dõi nhiều nhất trên Instagram , đồng thời là nghệ sĩ solo K-pop được đăng ký nhiều nhất trên YouTube. Lisa được Bộ Văn hóa Thái Lan vinh danh là trưởng đại sứ văn hóa và được cựu Thủ tướng Thái Lan Prayut Chan-o-cha ghi nhận vì những đóng góp của cô trong việc truyền bá văn hóa Thái Lan ra toàn cầu.

## Cuộc đời và sự nghiệp

### Cuộc sống đầu đời và khởi đầu sự nghiệp
Pranpriya Manobal sinh ngày 27 tháng 3 năm 1997 tại tỉnh Buriram, Thái Lan, sau đó cô đổi tên thành Lalisa, có nghĩa là "sự ca tụng", theo lời khuyên của một thầy bói để mang lại sự thịnh vượng. Cô là người Thái Lan và là người con duy nhất trong gia đình có mẹ là người Thái Lan và bố dượng là người Thụy Sĩ. Mẹ của Lisa tên là Chitthip Brüschweiler. Cha dượng của cô là Marco Brüschweiler, một đầu bếp nổi tiếng, hiện đang hoạt động tại Thái Lan. Lisa hoàn thành chương trình giáo dục trung học tại Trường Praphamontree I và II.
Sau khi tham gia các lớp học khiêu vũ năm bốn tuổi, cô thường xuyên tham gia nhiều cuộc thi khiêu vũ trong suốt thời thơ ấu, bao gồm cả "To Be Number One" và tham gia nhóm nhảy We Zaa Cool gồm mười một thành viên cùng với BamBam của Got7. Vào tháng 9 năm 2009, nhóm tham gia cuộc thi LG Entertainment Million Dream Sanan World được phát sóng trên Channel 9 và giành được Giải thưởng "Special Team". Lisa cũng đã tham gia một cuộc thi ca hát với tư cách là đại diện của trường cho "Top 3 nhân cách tốt của Thái Lan", do Trung tâm Xúc tiến Nhân cách tổ chức vào đầu năm 2009, tại đây cô giành ngôi vị Á quân.
Năm 2010, Lisa tham gia thử giọng để trở thành thực tập sinh của YG Entertainment tại Thái Lan. Từ khi còn nhỏ, Lisa đã quan tâm đến ngành công nghiệp giải trí Hàn Quốc, cô rất ngưỡng mộ hai nhóm nhạc Big Bang và 2NE1 và mong muốn một ngày nào đó sẽ trở thành một thần tượng. Trong số 4.000 người nộp đơn, cô là người duy nhất vượt qua, điều này đã khiến giám đốc điều hành khi đó, Yang Hyun-suk đề nghị cho Lisa cơ hội trở thành thực tập sinh của YG Entertainment. Lisa cũng đã gây ấn tượng với một trong những giám khảo, Danny Im của 1TYM tại buổi thử giọng, sau đó anh ấy đã khen ngợi sự tự tin trên sân khấu và thái độ ngoài sân khấu của cô.
Năm 2011, Lisa chuyển đến Hàn Quốc để bắt đầu quá trình đào tạo chính thức với tư cách là một thực tập sinh, kéo dài 5 năm. Cô chính thức gia nhập công ty với tư cách là thực tập sinh ngoại quốc đầu tiên vào ngày 11 tháng 4 năm 2011. Vào tháng 11 năm 2013, cô xuất hiện trong bài hát  "Ringa Linga" của Taeyang cùng với IKON & Winner, với vai trò là một trong những vũ công nền. Tháng 3 năm 2015, Lisa đảm nhận công việc người mẫu đại diện đầu tiên cho thương hiệu thời trang đường phố Nona9on, sau thương hiệu mỹ phẩm Moonshot của Hàn Quốc vào năm 2016.

### 2016–2023: Ra mắt với Blackpink và Lalisa

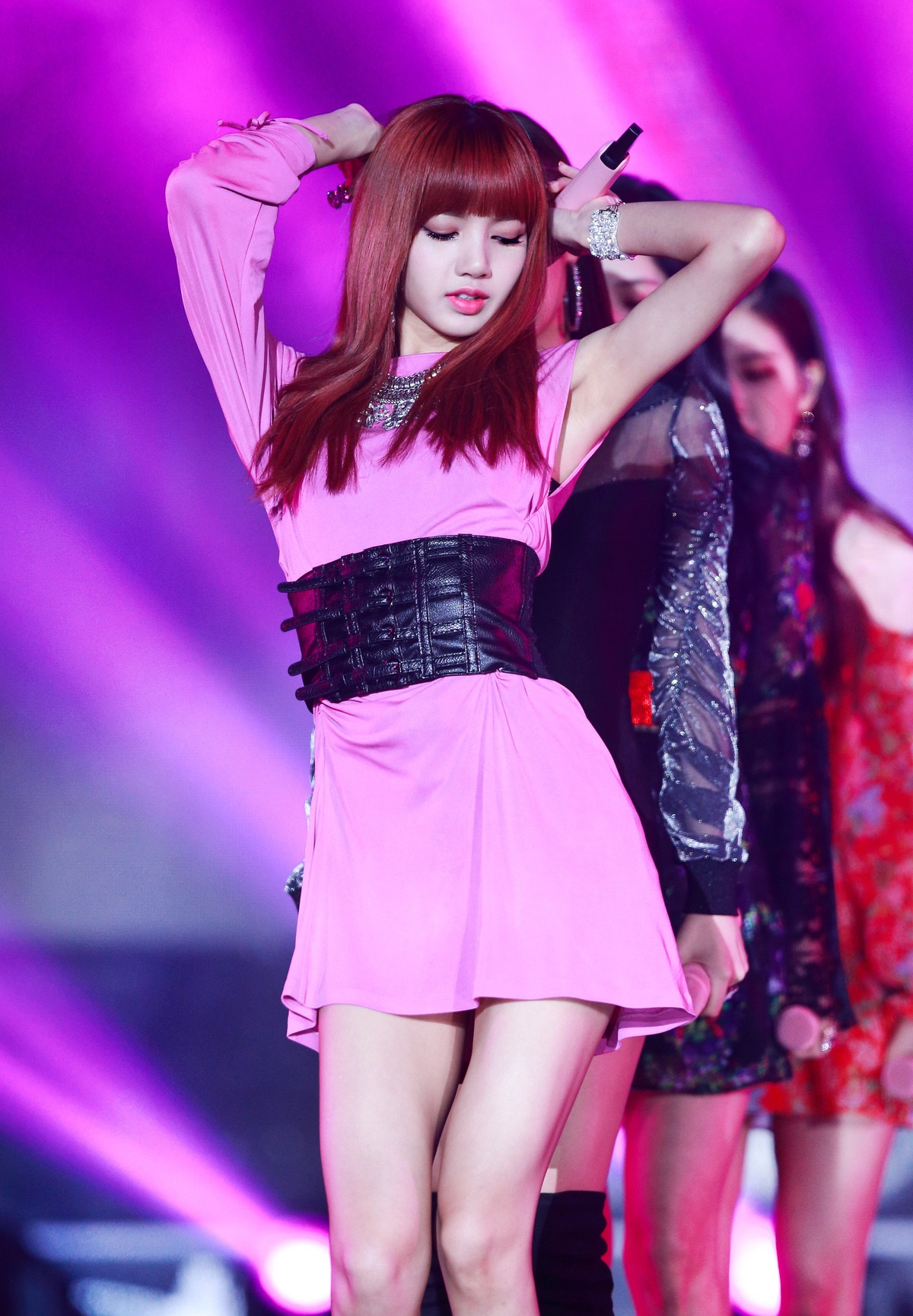
Lisa biểu diễn cùng với Blackpink tại Lễ hội âm nhạc Hàn Quốc 2017

Vào ngày 8 tháng 8 năm 2016, Lisa chính thức ra mắt với vai trò là một trong bốn thành viên của nhóm nhạc nữ Hàn Quốc Blackpink. Blackpink ra mắt với album đĩa đơn đầu tay Square One cùng các đĩa đơn chính "Whistle" và "Boombayah". "Whistle" đạt thành tích perfect "all-kill", đứng đầu tất cả các bảng xếp hạng âm nhạc Hàn Quốc ngay khi ra mắt. Tính đến tháng 10 năm 2020, nhóm đã phát hành hai album phòng thu là Blackpink in Your Area và The Album, ba mini album là Blackpink, Square Up và Kill This Love, và hai album đĩa đơn là Square One và Square Two.
Lisa được chương trình tạp kỹ quân sự Real Man 300 của đài MBC chọn làm thành viên chính trong chương trình từ ngày 21 tháng 9 năm 2018 trở đi. Chương trình đánh dấu vai trò thành viên chính đầu tiên của cô trên một chương trình truyền hình kể từ khi ra mắt. Cô giành giải thưởng không chính thức là "Nhân vật của năm" tại MBC Entertainment Awards 2018.
Vào ngày 5 tháng 11 năm 2018, cô ra mắt kênh YouTube của riêng mình, Lilifilm Official. Tính đến tháng 8 năm 2021, kênh YouTube cô đã có hơn 9 triệu người đăng ký cùng với hơn 314 triệu lượt xem và đã nhận Nút Play Vàng của YouTube. Đáng chú ý, một trong những video biểu diễn vũ đạo đã lan truyền vào năm 2020 do một meme của bức ảnh chụp màn hình của chân cô đã được ghép vào thân của một nhân vật hoặc người của công chúng, và thường kèm theo chú thích "Did it work? (Nó có hoạt động không?)". Những người nổi tiếng bao gồm cả Dolly Parton, Stephen Colbert. James Corden, Luke Evans và Lil Nas X cũng tham gia vào meme, đăng ảnh của họ với đôi chân của Lisa.
Vào tháng 3 năm 2020, Lisa là huấn luyện viên vũ đạo trong suốt chương trình Thanh Xuân Có Bạn mùa 2 do IQiyi sản xuất. Tháng 3 năm 2021, cô tiếp tục làm huấn luyện viên vũ đạo trong Thanh Xuân Có Bạn mùa 3.
Vào ngày 19 tháng 4 năm 2021, một quan chức từ YG Entertainment đã tiết lộ với phương tiện truyền thông Hàn Quốc, The Korea Herald rằng Lisa sẽ ra mắt với tư cách là nghệ sĩ solo thứ ba trong nhóm của cô với lịch trình sau đó sẽ được công bố chính thức thông qua một thông báo. Vào ngày 12 tháng 7, thông qua Star News, công ty của cô đã tiết lộ việc quay video cho video âm nhạc của cô đang được tiến hành.
Vào ngày 25 tháng 8, đã có thông tin cho rằng Lisa sẽ phát hành album đĩa đơn đầu tay Lalisa và đĩa đơn chủ đề cùng tên vào ngày 10 tháng 9. Sau khi phát hành, video âm nhạc cho "Lalisa" đã trở thành video được xem nhiều nhất của một nghệ sĩ solo trong 24 giờ với 73,6 triệu lượt xem, phá vỡ kỷ lục trước đó do Taylor Swift và Brendon Urie nắm giữ với "Me!", nhận được 65,2 triệu lượt xem trong 24 giờ. "Lalisa" và ca khúc B-side "Money" lần lượt đạt vị trí thứ hai và thứ mười trên Billboard Global 200, mang về cho Lisa hai bản hit nằm trong top 10 toàn cầu đầu tiên. Album đĩa đơn này đã bán được 736.221 bản tại Hàn Quốc ngay trong tuần đầu tiên phát hành, lập kỷ lục doanh thu tuần đầu tiên cao nhất trong số tất cả các nghệ sĩ nữ và đưa Lisa trở thành nữ nghệ sĩ solo đầu tiên bán được 500.000 bản trong tuần đầu tiên.
Vào tháng 10 năm 2021, Lisa hợp tác với Ozuna, DJ Snake và Megan Thee Stallion trong một bài hát mang tên "SG".
Vào ngày 28 tháng 8 năm 2022, Lisa giành được Giải Video âm nhạc của MTV hạng mục Best K-pop với bài hát "Lalisa" và trở thành nghệ sĩ solo K-pop đầu tiên trong lịch sử giành được Giải Video âm nhạc của MTV. Tại giải thưởng MTV EMA 2022, Lisa là nghệ sĩ solo Kpop đầu tiên giành chiến thắng hạng mục "Best Kpop". Lisa đã được trao hai Kỷ lục Guinness Thế giới vào năm 2023 cho những thành tích này, ngoài ra còn có kỷ lục thứ ba vì trở thành nghệ sĩ K-pop được theo dõi nhiều nhất trên Instagram.
Vào tháng 4 năm 2023, Osen đã thông báo rằng Lisa sẽ góp mặt trong vở kịch mở rộng thứ hai Down to Earth của thành viên BigBang Taeyang. Sự hợp tác mang tên "Shoong!", được phát hành vào ngày 25 tháng 4 cùng với một video trong đó Taeyang và Lisa cùng nhau biểu diễn vũ đạo của bài hát. Lisa đã được trao thêm hai Kỷ lục Guinness Thế giới vào tháng 5 cho nữ nghệ sĩ K-pop solo đạt 1 tỷ lượt phát trực tuyến nhanh nhất và album đầu tiên của nghệ sĩ K-pop solo đạt 1 tỷ lượt phát trực tuyến trên Spotify với Lalisa . Với điều này, cô đã trở thành nghệ sĩ solo K-pop có nhiều kỷ lục Guinness thế giới nhất trong lịch sử, giành được bảy chiến thắng so với năm người giữ kỷ lục của Psy .
Vào tháng 9 năm 2023, Lisa đã tổ chức 5 buổi biểu diễn cho quán rượu Crazy Horse ở Paris. Cô biểu diễn một số cảnh solo và xuất hiện cùng đoàn kịch trong các tiết mục ban đầu của quán rượu, bao gồm "But I Am a Good Girl" và "Crisis? What Crisis?". Cùng tháng đó, cô đã giành được Kỷ lục Guinness Thế giới thứ tám cho ca khúc K-pop đầu tiên của một nghệ sĩ solo đạt 1 tỷ lượt phát trực tuyến trên Spotify với "Money".  Để ăn mừng thành tích, Lisa đã xuất hiện trong tập thứ tư của loạt phim Billions Club của Spotify vào ngày 15 tháng 11, trong đó cô nhận được một tấm bảng hình chiếc đĩa ở Paris và nấu một món ăn Thái cho đĩa.

### 2023–nay: Tự quản lý,Alter Egovà bắt đầu sự nghiệp diễn xuất
Vào ngày 22 tháng 11 năm 2023, Lisa được Vua Charles III phong làm Thành viên danh dự của Huân chương Đế quốc Anh (MBE) cùng với các thành viên ban nhạc của cô trong lễ tấn phong đặc biệt tại Cung điện Buckingham , nơi cũng có sự tham dự của Tổng thống Hàn Quốc Yoon Suk Yeol .  Vào ngày 5 tháng 12, YG Entertainment thông báo rằng Lisa cùng với các thành viên khác của Blackpink đã gia hạn hợp đồng hoạt động nhóm và hợp đồng cá nhân của các thành viên vẫn đang được thảo luận.  YG Entertainment sau đó đã xác nhận vào ngày 29 tháng 12 rằng Lisa và các thành viên Blackpink khác đã đồng ý không tiếp tục ký hợp đồng với công ty cho các hoạt động cá nhân.
Theo trang chủ của Nhà hát Accor Arena ở Paris (Pháp) thông báo, Lisa sẽ tham gia biểu diễn tại buổi hòa nhạc gây quỹ từ thiện Le Gala des Pièces Jaunes diễn ra vào ngày 26 tháng 1 năm 2024 tại nhà hát này.Đây là buổi hòa nhạc gây quỹ được tổ chức bởi Quỹ Bệnh viện Pháp do Đệ nhất phu nhân Brigitte Macron của Tổng thống Pháp Emmanuel Macron làm Chủ tịch. Tất cả số tiền thu được tại buổi hòa nhạc, bao gồm cả tiền bán vé, sẽ được quyên góp cho Quỹ Bệnh viện Pháp. Tại sự kiện này, Lisa đã có buổi biểu diễn trực tiếp đầu tiên của "SG" cùng với DJ Snake, cô cũng biểu diễn liên khúc các đĩa đơn solo "Lalisa" và "Money" với Orchester Lamoureux .
Vào ngày 8 tháng 2 năm 2024, Lisa thông báo rằng cô đã thành lập công ty quản lý nghệ sĩ của riêng mình, có tên là LLOUD. Variety tiết lộ rằng Lisa sẽ tham gia diễn xuất trong mùa thứ ba của loạt phim truyền hình HBO The White Lotus , và sẽ được ghi tên dưới tên thật của cô, Lalisa Manobal. Công ty LLOUD cũng xác nhận thông tin này. Ngày 11 tháng 4, LLOUD, thông báo rằng Lisa quyết định ký hợp đồng phát hành âm nhạc với RCA Records, cô ấy sẽ có toàn quyền sở hữu tất cả các bản ghi âm của mình như một phần của thỏa thuận. LLOUD cũng ra mắt trang web mới mang tên LaLisaOfficial.com, cập nhật các dự án cũng như kế hoạch của Lisa thực hiện với RCA Records.
Lisa bắt đầu hé lộ nhạc mới vào ngày 6 tháng 6 bằng cách đăng một hình ảnh "sắp ra mắt" kèm theo liên kết lưu trước trên mạng xã hội.  Cô cũng tạo một tài khoản TikTok mới và đăng một video kèm theo một đoạn trích giới thiệu, giúp cô lập Kỷ lục Guinness Thế giới khi đạt được một triệu người theo dõi chỉ trong hai giờ 18 phút.  Vào ngày 18 tháng 6, cô chính thức xác nhận rằng cô sẽ phát hành một đĩa đơn mới có tên " Rockstar " vào ngày 27 tháng 6 lúc 8 giờ tối theo giờ ET, hoặc ngày 28 tháng 6 lúc 7 giờ sáng theo giờ ICT. Ngày 28 tháng 6 năm 2024, Lisa chính thức tung MV mới Rockstar. MV được quay ở Thái Lan, quê hương Lisa, với các địa điểm như China Town, trung tâm thương mại bỏ hoang New World, ở Bangkok. Bài hát ra mắt ở vị trí thứ tư trên Billboard Global 200 và ở vị trí số một trên Billboard Global Excl. US, trở thành bản hit thứ ba lọt vào top mười của Lisa trên cả hai bảng xếp hạng sau "Lalisa" và "Money" và là bản hit đầu tiên của cô đạt vị trí số một trên bảng xếp hạng sau.  "Rockstar" cũng ra mắt ở vị trí thứ 70 trên Billboard Hot 100 của Hoa Kỳ, đánh dấu bài hát có thứ hạng cao nhất của Lisa và là bài hát thứ ba của cô lọt vào bảng xếp hạng sau "Lalisa" và "Money".
Ngày 3 tháng 8 năm 2024, Lisa đăng tải một đoạn teaser với thông điệp "Pulling up fresh face brand new día" hé lộ sản phẩm tiếp theo. Ngày 6 tháng 8, Lisa nhá hàng ảnh đầu tiên cho sự hợp tác của cô với ca sĩ người Tây Ban Nha Rosalía, ca khúc mới sẽ mang tên New woman, được phát hành vào ngày 15 tháng 8 lúc 8 giờ tối theo giờ ET, hoặc ngày 16 tháng 8 lúc 7 giờ sáng theo giờ ICT. Bài hát ra mắt ở vị trí thứ 15 trên Billboard Global 200 và ở vị trí thứ 6 trên Billboard Global Excl. US, trở thành bản hit top 10 thứ tư của Lisa trên bảng xếp hạng.  Bài hát cũng ra mắt ở vị trí thứ 70 trên Billboard Hot 100 của Hoa Kỳ, giúp cô trở thành nghệ sĩ solo nữ K-pop đầu tiên có bốn lần lọt vào bảng xếp hạng.  Lisa đã biểu diễn liên khúc "New Woman" và "Rockstar" tại Lễ trao giải Video âm nhạc MTV năm 2024 vào ngày 11 tháng 9, đánh dấu màn trình diễn lớn đầu tay của cô với tư cách là một nghệ sĩ solo và trở thành nghệ sĩ solo K-pop đầu tiên trong lịch sử biểu diễn trong chương trình.  "Rockstar" đã nhận được bốn đề cử tại buổi lễ và giành giải thưởng Best K-Pop, giúp Lisa trở thành nghệ sĩ solo đầu tiên giành giải thưởng này hai lần.
Lisa là người dẫn đầu Global Citizen Festival vào ngày 28 tháng 9, là buổi biểu diễn solo đầu tiên của cô tại một lễ hội. Cô đã biểu diễn các đĩa đơn "Lalisa", "Money", "Rockstar", "New Woman" và bất ngờ ra mắt một bài hát mới có tựa đề " Moonlit Floor ", được phát hành sau đó vào ngày 4 tháng 10. Lisa cũng đã công bố chuyến lưu diễn 'Fan Meetup' năm 2024 của cô tại Châu Á, bao gồm năm buổi biểu diễn bắt đầu từ ngày 11 tháng 11. Trong chuyến lưu diễn, cô đã công bố album phòng thu đầu tay Alter Ego , dự kiến phát hành vào ngày 28 tháng 2 năm 2025.  Vào đêm giao thừa năm 2024, cô đã dẫn tại sự kiện Amazing Thailand Countdown 2025 tại Bangkok. Nữ ca sĩ đã công bố việc ra mắt công ty truyện tranh Lalisa Comics của mình hợp tác với Zero Zero Entertainment vào ngày 18 tháng 2. Bản phát hành đầu tiên của công ty vào ngày 24 tháng 3 là một cuốn tiểu thuyết đồ họa có tựa đề Alter-Ego: The Official Comic, một phần của album do Lisa sáng tác và Minomiyabi vẽ. Vào ngày 2 tháng 3, Lisa đã biểu diễn tại Lễ trao giải Oscar lần thứ 97, khiến cô trở thành ca sĩ K-pop đầu tiên biểu diễn tại buổi lễ. Vào ngày 11 và 18 tháng 4, Lisa đã biểu diễn các bài hát từ album Alter Ego tại Coachella Valley Music and Arts Festival.

## Đời tư
Lisa là người nói được đa ngôn ngữ, cô thông thạo tiếng Thái, tiếng Anh, tiếng Hàn, cùng với tiếng Nhật và tiếng Trung căn bản.
Vào ngày 24 tháng 11 năm 2021, YG Entertainment cho biết Lisa nhận kết quả dương tính với COVID-19. Tính đến ngày 25 tháng 11, cô được cho là "đang trong tình trạng rất tốt và không có triệu chứng đáng ngờ." Đến ngày 4 tháng 12, cô nhận kết quả xét nghiệm âm tính sau 10 ngày điều trị.

## Hoạt động khác

### Quảng bá thương hiệu
Thông qua công việc người mẫu đại diện cho thương hiệu mỹ phẩm Moonshot của Hàn Quốc, cô đã trở thành đại sứ thương hiệu của họ tại Trung Quốc vào ngày 21 tháng 3 năm 2018.
Vào ngày 25 tháng 7 năm 2019, Lisa trở thành đại sứ thương hiệu và người trình bày độc quyền cho bộ sưu tập mới ra mắt tại Thái Lan, nơi sáu trong số các sản phẩm có chữ ký của Manoban như một phần của bao bì. Vào ngày 28 tháng 3 năm 2019, Lisa ký hợp đồng hợp tác cá nhân đầu tiên cho AIS Thái Lan, nhà điều hành điện thoại di động GSM lớn nhất tại Thái Lan. Lisa trở thành đại diện thương hiệu được trả lương cao nhất cho AIS. Hơn nữa, chiến dịch quảng cáo của cô đã trở thành quảng cáo được đánh giá cao nhất ở Thái Lan. Vào ngày 11 tháng 5 năm 2019, Lisa trở thành người đại diện thương hiệu cho Samsung Galaxy S10 tại Thái Lan. Video quảng cáo đầu tiên của cô cho thương hiệu này được phát hành vào ngày 14 tháng 5. Cô làm đại diện thương hiệu cho trò chơi Ragnarok M: Eternal Love từ 24 tháng 7 năm 2019
Vào tháng 1 năm 2020, Lisa cùng Mino là người mẫu quảng cáo cho dòng sản phẩm quần áo My Shelter mùa SS20 của Adidas. Nhờ sự nổi tiếng của Lisa ở Trung Quốc thông qua sự xuất hiện của cô trên Thanh Xuân Có Bạn mùa 2 với vai trò cố vấn vũ đạo, cô đã được tiết lộ là người phát ngôn thương hiệu mới ở Trung Quốc cho D&G Downy vào ngày 13 tháng 5. Cô nhanh chóng trở thành người mới phát ngôn viên thương hiệu của một trong những công ty sữa lớn nhất Trung Quốc, thương hiệu sữa chua Trung Quốc Chân Qua Lạp. Vào ngày 27 tháng 6, Tencent Games đã công bố Lisa là người phát ngôn mới nhất của Supercell tại Trung Quốc cho trò chơi điện tử di động của họ, Brawl Stars. Vào tháng 10 năm 2020, thương hiệu MAC thuộc sở hữu của Lauder đã bổ nhiệm Lisa làm đại sứ thương hiệu toàn cầu mới nhất của họ. Cô trở thành gương mặt đại diện cho các bộ sưu tập và chiến dịch quan trọng nổi tiếng của họ cũng như trở thành nàng thơ cho các dự án đổi mới. "Luôn tự tin và không bao giờ né tránh các rủi ro, cô ấy thể hiện sự cam kết với chúng tôi trong việc tôn vinh cá tính và sự thể hiện bản thân trên hết", Drew Elliott, phó chủ tịch cấp cao kiêm giám đốc sáng tạo toàn cầu của MAC giải thích. "Chúng tôi nóng lòng chờ người hâm mộ của cô ấy xem những gì cô ấy có dành họ thông qua sự hợp tác của chúng tôi".
Vào ngày 22 tháng 2 năm 2021, Lisa được công bố là người mẫu quảng bá cho thương hiệu điện thoại thông minh Vivo S9. Cô cũng là người mẫu quảng bá cho thương hiệu điện thoại thông minh Vivo S7 vào năm 2020. Vào tháng 3 năm 2022, Lisa trở thành đại sứ thương hiệu cho thương hiệu rượu wisky Chivas Regal và đóng vai chính trong chiến dịch "I Rise, We Rise".
Vào ngày 14 tháng 9 năm 2021, Lisa trở thành đại sứ thương hiệu của Dentiste với bản hợp đồng dự đoán khảng 2tr USD, Dentiste là nhà nhập khẩu và phân phối hàng đầu các sản phẩm chăm sóc răng miệng cao cấp. Đây cũng là nhãn hiệu được ưa dùng số 1 tại Thái Lan.
Vào ngày 25 tháng 5 năm 2022, Lisa được bổ nhiệm làm người mẫu toàn cầu và đại sứ của thương hiệu thời trang đường phố Acmé de la vie (ADLV). Tính đến tháng 11 năm 2022 - Acmé de la vie (ADLV) đang tăng tốc mở rộng ra thị trường nước ngoài, doanh thu bán hàng tăng 50% so với trước đây và lượng khách hàng mua sắm trực tuyến qua các nền tảng của thương hiệu đang tăng gấp đôi. Vào ngày 8 tháng 6 năm 2022, Lisa trở thành tân Đại sứ thương hiệu của ứng dụng tài chính AJAIB, AJAIB là một siêu ứng dụng tài chính cho phép người Indonesia mua và bán cổ phiếu, ETF và quỹ tương hỗ. Lisa trở thành àm đại sứ cho ba mảng của thương hiệu TrueID, nhờ sức ảnh hưởng của Lisa đã giúp hương hiệu TrueID trở thành một thương hiệu công nghệ toàn cầu.
Năm 2024, Lisa tái ký hợp đồng với nhãn hàng Dentiste với tư cách là đại sứ toàn cầu, hợp đồng lần này trị giá 4tr USD. CEO Dentiste cũng cho biết ngoài Dentiste còn có hơn 100 bản hợp đồng khác từ các thương hiệu khác được gửi đến Lisa với mong muốn được hợp tác. Vào tháng 9 năm 2024, Lisa đóng vai chính trong một chiến dịch cho thương hiệu tai nghe nhét tai của Mỹ Bose, quảng bá cho dòng tai nghe Ultra Open Earbuds của hãng.

### Thời trang và nhiếp ảnh
Vào tháng 1 năm 2019, Lisa trở thành nàng thơ của Hedi Slimane, giám đốc nghệ thuật, sáng tạo và hình ảnh cho Céline, một thương hiệu cao cấp của Pháp. Vào tháng 9 năm 2020, cô được công bố là đại sứ toàn cầu của họ. Cô được giới thiệu trong chiến dịch Essentials của thương hiệu vào tháng 6 năm 2020, do giám đốc sáng tạo Hedi Slimane thực hiện và cô đã được chụp ảnh rộng rãi trong trang phục và phụ kiện của Celine. Trong một tuyên bố, thương hiệu cho biết, "Chúng tôi vui mừng thông báo sự hợp tác tiếp theo của Celine với Lisa, người sẽ đại diện với tư cách là đại sứ toàn cầu".
Cùng năm đó, vào tháng 11, Penshoppe tiết lộ Lisa sẽ gia nhập đại gia đình Penshoppe với tư cách là đại sứ mới nhất của họ. Hơn nữa, vào ngày 24 tháng 7 năm 2020, Lisa chính thức được chọn làm đại sứ thương hiệu toàn cầu  mới nhất đại diện cho Bulgari, một thương hiệu thời trang cao cấp của Ý. Với tư cách là đại sứ cho Bulgari, cô đã tham gia vào các chiến dịch quảng bá cho bộ sưu tập "Serpenti" và "Bzero One".
Vào ngày 16 tháng 2 năm 2021, Lisa tham gia làm giám khảo khách mời cho giải thưởng thời trang Pháp ANDAM.
Vào ngày 13 tháng 11 năm 2021, thông tin Lisa sẽ phát hành bộ sưu tập của riêng mình với thương hiệu mỹ phẩm MAC Cosmetics của Mỹ được tiết lộ. Bộ sưu tập mang tên "MAC x L" bao gồm phấn má hồng dạng bột, bút kẻ mắt, bảng phấn mắt và phấn phủ.
Vào ngày 1 tháng 11 năm 2022, Chivas Regal thông báo sẽ ra mắt chai rựu Whisky Chivas 18 phiên bản giới hạn do Lisa tham gia thiết kế, dòng rượu này ra mắt lần đầu tiên vào năm 1997 - cùng năm Lisa sinh ra. Lisa đã cùng tham gia thiết kế chai, mô phỏng lại thiết kế cổ điển của nó với các mảng màu bold blue và hot pink, hoàn chỉnh với chữ ký của LISA bằng phông chữ neon. Chai cũng có logo mạ vàng 18 karat có thể tháo rời để fans có thể cất giữ, logo độc đáo của brand được thiết kế lại với hình ngôi sao thương hiệu của Lisa.
Thông qua YG Entertainment, Lisa đã phát hành một quyển sách ảnh phiên bản giới hạn mang tên "0327" được sáng tạo hoàn toàn bằng những bức ảnh tự chụp qua máy quay phim. Quyển sách ảnh được phát hành vào đúng ngày sinh nhật của cô trong năm 2020. Phần thứ hai được phát hành vào năm sau, ngày 27 tháng 3 năm 2021. Phần ba và bốn được phát hành vào năm 2022 và 2023.
Vào ngày 14 tháng 1 năm 2023, Bulgari cho ra mắt đồng hồ đeo tay phiên bản giới hạn 'BVLGARI X LISA'. Chiếc đồng hồ phiên bản giới hạn này được thiết kế và sản xuất bởi Lisa. Có viền được chạm khắc và mặt số đính kim cương, đồng thời bông hoa tuyết nhung yêu thích của Lisa được khắc trên vỏ sau, khiến nó trở nên biểu tượng và đặc biệt. Ngoài ra, Lisa còn vẽ chữ 'L' viết tắt của tên mình ở giữa cánh hoa 'Edelweiss' được khắc trên vỏ sau, nhấn mạnh rằng cô ấy đã trực tiếp tham gia vào dự án. Bản phác thảo được khắc trên vỏ và vỏ sau với dòng chữ 'FABRIQUE EN SWISSE'. Một năm sau Bvlgari tiếp tục gới thiệu BVLGARI X LISA Limited-Edition tại Tuần lễ Đồng hồ LVMH 2024, mẫu đồng hồ giới hạn được sản xuất với số lượng giới hạn với chỉ 1,400 chiếc. Mặt đồng hồ được áp dụng kỹ thuật lát gạch (mosaic), khảm 400 ô vuông bằng vỏ xà cừ cắt thủ công, dù bắt ánh sáng nhưng lại nhẹ nhàng bởi có màu trắng xám trung tính, vạch chỉ giờ bằng kim cương bọc vàng hồng, vỏ đồng hồ phối hợp thép và vàng hồng 18K. Bên cạnh đó,cũng có núm vặn trang trí bằng đá rubellite màu hồng, mặt sau có hình loài hoa edelweiss.
Ngày 23 tháng 7 năm 2024, Louis Vuitton thông báo Lisa chính thức trở thành đại sứ thương hiệu của hãng. "Tôi rất vui mừng được chào đón Lisa với tư cách là đại sứ của nhà mốt," giám đốc sáng tạo Nicolas Ghesquière cho biết. "Cô ấy có tinh thần phóng khoáng và sức hút vô cùng hấp dẫn. Cô ấy táo bạo và sáng tạo với âm nhạc cũng như với thời trang, và thật vinh dự khi được đồng hành cùng nữ ca sĩ trong hành trình này."

### Hoạt động từ thiện
Vào ngày 17 tháng 9 năm 2019, sau cơn mưa xối xả gây ra lũ lụt trên 32 tỉnh của Thái Lan, blogger làm đẹp Thái Lan Koi Onusa, một người họ hàng của Lisa, tiết lộ rằng Lisa đã quyên góp 100.000 baht cho quỹ của nam diễn viên Thái Lan Bin Bunluerit để giúp đỡ những người sơ tán.
Vào tháng 9 năm 2021, Lisa bày tỏ mong muốn được tham gia một chương trình xã hội do Quỹ Giao lưu Văn hóa Quốc tế Hàn Quốc hợp tác với YG Entertainment để cải thiện giáo dục cho trẻ em ở tỉnh Buriram và ra mắt một tài khoản trực tuyến để quyên góp. Sự hợp tác này nhằm mục đích xây dựng một khu văn hóa rộng 160 mét vuông tại Trường Non Suwan Phitthayakhom ở Buiram, đồng thời cung cấp máy tính, máy chiếu và các thiết bị đa phương tiện khác cho trường và thành lập một học viện nhảy K-pop do các giảng viên địa phương quản lí.
Vào ngày 13 tháng 11 năm 2023, Lisa quyên góp cho dự án "Vì nụ cười trẻ em" của PSE Campuchia với mục đích để trẻ em ở vùng nghèo khó cũng được học tập, đồng thời đầu bếp Marco, bố của Lisa cũng tham gia sự kiện này.
Vào tháng 7 năm 2024, cô được công bố là người đứng đầu Global Citizen Festival, một sự kiện nằm trong sứ mệnh chấm dứt tình trạng nghèo đói cùng cực , dự kiến diễn ra vào ngày 28 tháng 9.

## Tác động và ảnh hưởng
Lisa thường được cho là có ảnh hưởng đến những cá nhân khác làm việc trong cùng lĩnh vực với vai trò là một nghệ sĩ trong ngành công nghiệp âm nhạc Hàn Quốc. Thông qua các cuộc phỏng vấn, cựu thành viên nhóm nhạc nữ Nature, Gaga và thành viên nhóm nhạc nữ Hot Issue, Mayna đã tiết lộ Lisa là hình mẫu của họ.
Vào tháng 4 năm 2019, Lisa trở thành thần tượng K-pop được theo dõi nhiều nhất trên Instagram, với 17,4 triệu người theo dõi vào thời điểm đó. Tính đến tháng 4 năm 2021, cô trở thành thần tượng K-pop đầu tiên và duy nhất đạt được 50 triệu người theo dõi, và cô vẫn tiếp tục thiết lập các kỷ lục về mức độ tương tác và số lượng người theo dõi trên nền tảng này. Tính đến tháng 6 năm 2022, Lisa có hơn 78 triệu người theo dõi trên nền tảng mạng xã hội này.
Trong khi Lisa xuất bản trang bìa tạp chí cá nhân đầu tiên cho Harper's Bazaar Thái Lan số tháng 5 năm 2019, MEI, nhà phân phối của Harper's Bazaar, thông báo rằng tất cả 120.000 bản in trong kho đã được bán hết, trung bình có 30.000 bản được in và những người nổi tiếng được in trung bình 60.000 bản. Tuy nhiên, dù đã bán được 120.000 bản nhưng nhu cầu của công chúng vẫn không được đáp ứng.
Sau khi Lisa tham dự Celine Fashion Show cho bộ sưu tập Xuân Hè 2020 tại Paris, Pháp, trong Tuần lễ Thời trang Paris, Lyst thông báo rằng các tìm kiếm toàn cầu liên quan đến chiếc túi Triomphe của Céline đã tăng 66% vào ngày 28 tháng 6 năm 2019, sau khi Lisa đăng tải một hình ảnh về kiểu dáng trên trang cá nhân của cô, do đó thu hút được sự chú ý của công chúng.
Theo "Cuộc khảo sát làn sóng Hàn Quốc ở nước ngoài năm 2021" do Bộ Văn hóa, Thể thao và Du lịch và Quỹ Giao lưu Văn hóa Quốc tế Hàn Quốc thực hiện, Lisa được xếp vào danh sách 20 "Ca sĩ Hàn Quốc được yêu thích nhất ở nước ngoài" cùng với các nghệ sĩ Hàn Quốc khác như G-Dragon, IU, Psy, Blackpink và hơn thế nữa. Cuộc khảo sát đã thu thập dữ liệu trên khắp 18 quốc gia trên toàn thế giới bao gồm Trung Quốc, Ấn Độ, Úc, Nam Phi và Nga. Tổng cộng 8.500 nam giới và phụ nữ trong độ tuổi từ 15 đến 59 đã tham gia cuộc khảo sát.
Lisa với tư cách là nữ thần tượng K-pop đầu tiên của MAC Cosmetics được bổ nhiệm làm đại sứ thương hiệu toàn cầu đã mang về 1,83 triệu đô la trong MIV®, với bài đăng thông báo của MAC đã tạo ra 506 nghìn đô la trong MIV® - đại diện cho vị trí có thương hiệu hàng đầu của họ trong năm 2020 và biến họ trở thành một trong những nhãn hiệu làm đẹp đáng hợp tác hàng đầu trong năm. Bài đăng thông báo của cô trên Instagram với tư cách là đại sứ toàn cầu cho MAC Cosmetics đã nhận được hơn 5,8 triệu lượt thích và 74.000 bình luận. Các mối quan hệ đối tác của cô đã được ghi nhận là rất chân thật vì cô ấy thường xuyên giới thiệu các thương hiệu giống nhau trên các kênh truyền thông xã hội của mình. Sự thành công của các xác nhận và quan hệ đối tác của cô ấy một phần nhờ vào tính xác thực này. Vì sức ảnh hưởng và tiềm năng tiếp thị của mình, Lisa như một ví dụ về việc thay đổi chiến lược quảng bá trong ngành thời trang và trang điểm.
Ảnh hưởng của cô còn lan rộng ra các nghệ sĩ khác trong ngành công nghiệp âm nhạc. Bài hát "Tomboy" của Destiny Rogers đã tăng 1939% số lượt phát trực tuyến trên bản cập nhật Spotify hàng ngày sau video biểu diễn vũ đạo của Lisa trên kênh YouTube của cô khi cô sử dụng bài hát trong video. Ngay sau khi phần trình diễn được tải lên YouTube, bài hát của Rogers và mini album Tomboy cũng đã lọt vào bảng xếp hạng iTunes và Apple Music ở nhiều quốc gia và trên Spotify, bài hát cũng đã lọt vào Top 200 và top 10 của danh sách phát Viral 50 của Philippines. Bản thân Rogers cũng xác nhận tình hình trên Twitter và cảm ơn Lisa vì đã làm sống lại bài hát. Lisa đã được Thủ tướng Thái Lan, Prayut Chan-o-cha, ca ngợi vì đã quảng bá văn hóa Thái Lan trong video ca nhạc "Lalisa" của cô.
Vào ngày 10 tháng 4 năm 2023, các nhà nghiên cứu tại Đại học Chiang Mai đã đặt tên cho loài hoa Thái Lan là Friesodielsia lalisaeDamth, Baka & Chaowasku hay ngắn gọn là Buhangalisa/ Bungalalisa (tạm dịch: Hoa của Lalisa). Cái tên này được đặt nhằm vinh danh Lisa người đã truyền cảm hứng cho nghiên cứu sinh. Tháng 10 năm đó, Lisa được vinh danh tại Đại sảnh Danh vọng Châu Á 2023 với tư cách là "Biểu tượng Văn hóa" cho những đóng góp quan trọng Lisa mang lại trong việc quảng bá cho văn hóa và xã hội Châu Á.
Người bán thịt viên đứng ăn ở Buriram Hợp tác với chính phủ và các cơ quan tư nhân chuẩn bị mừng sinh nhật lần thứ 27 của Lisa được biết đây là lần thứ 3 họ tổ chức sinh nhật cho cô, họ sẽ cùng nhau phân phát hơn 700 kg thịt viên cho những người đến tham dự sự kiện. Lisa là người tạo ra xu hướng khiến việc đứng và ăn thịt viên được cả thế giới biết đến và thay đổi cuộc sống của quán thịt viên đứng.
Hội đồng Phúc lợi Xã hội Quốc gia Thái Lan trực thuộc Cơ quan Bảo trợ Hoàng gia (NCSWT) đã chọn Lisa nhận Giải thưởng "Người con có tấm lòng hiếu thảo xuất sắc" danh giá năm 2024. Mẹ của Lisa cũng được chọn để nhận giải thưởng danh dự ở hạng mục "Người mẹ Xuất sắc" của quốc gia năm 2024. Theo thông tin từ Văn phòng Thủ tướng đưa ra ngày 5 tháng 8 cho biết, Thủ tướng Srettha Thavisin và lãnh đạo Đảng Pheu Thai Paetongtarn Shinawatra sẽ thảo luận về việc thúc đẩy quyền lực mềm với Lisa trong một hoặc hai tháng tới.

## Danh sách đĩa nhạc

### Album đĩa đơn
| Tựa đề | Thông tin chi tiết                                                                                     | Thứ hạng cao nhất | Doanh số                      | Chứng nhận          |
| Tựa đề | Thông tin chi tiết                                                                                     | KOR               | Doanh số                      | Chứng nhận          |
| ------ | --- | ----------------- | ----------------------------- | ------------------- |
| Lalisa | - Phát hành: 10 tháng 9 năm 2021 - Hãng đĩa: YG, Interscope - Định dạng: CD, tải xuống kỹ thuật số, LP | 1                 | - KOR: 762,923 - CHN: 752,420 | - KMCA: 2x Bạch kim |

### Đĩa đơn
| Năm              | Tựa đề                                                                                            | Thứ hạng cao nhất | Thứ hạng cao nhất | Thứ hạng cao nhất | Thứ hạng cao nhất | Thứ hạng cao nhất | Thứ hạng cao nhất | Thứ hạng cao nhất | Thứ hạng cao nhất | Thứ hạng cao nhất | Thứ hạng cao nhất | Doanh số         | Album                         |
| Năm              | Tựa đề                                                                                            | KOR               | KOR               | AUS               | CAN               | FRA               | MLY               | SGP               | UK                | US                | WW                | Doanh số         | Album                         |
| Năm              | Tựa đề                                                                                            | Gaon              | Hot               | AUS               | CAN               | FRA               | MLY               | SGP               | UK                | US                | WW                | Doanh số         | Album                         |
| Là nghệ sĩ chính | Là nghệ sĩ chính                                                                                  | Là nghệ sĩ chính  | Là nghệ sĩ chính  | Là nghệ sĩ chính  | Là nghệ sĩ chính  | Là nghệ sĩ chính  | Là nghệ sĩ chính  | Là nghệ sĩ chính  | Là nghệ sĩ chính  | Là nghệ sĩ chính  | Là nghệ sĩ chính  | Là nghệ sĩ chính | Là nghệ sĩ chính              |
| ---------------- | ------------------------------------------------------------------------------------------------- | ----------------- | ----------------- | ----------------- | ----------------- | ----------------- | ----------------- | ----------------- | ----------------- | ----------------- | ----------------- | ---------------- | ----------------------------- |
| 2021             | "Lalisa"                                                                                          | 64                | 28                | 76                | 42                | 175               | 1                 | 2                 | 68                | 84                | 2                 | - US: 9,200      | Lalisa                        |
| 2021             | "Money"                                                                                           | —                 | —                 | 32                | 37                | 75                | 1                 | 2                 | 46                | 90                | 10                | - US: 9,100      | Lalisa                        |
| Hợp tác          |                                                                                                   |                   |                   |                   |                   |                   |                   |                   |                   |                   |                   |                  |                               |
| 2021             | "SG" (với DJ Snake, Ozuna và Megan Thee Stallion)                                                 | —                 | —                 | —                 | 86                | 87                | 17                | 26                | —                 | —                 | 19                | - WW: 19,000     | Đĩa đơn không nằm trong album |
|                  | "—" biểu thị bản thu không góp mặt trong bảng xếp hạng hoặc không được phát hành tại lãnh thổ đó. |                   |                   |                   |                   |                   |                   |                   |                   |                   |                   |                  |                               |

### Sáng tác
| Tựa đề      | Năm  | Nghệ sĩ                                      | Album                         | Soạn nhạc | Viết lời | Nguồn.  |
| ----------- | ---- | -------------------------------------------- | ----------------------------- | --------- | -------- | ------- |
| "SG"        | 2021 | DJ Snake, Ozuna, Megan Thee Stallion và Lisa | Đĩa đơn không nằm trong album | Yes       | Yes      | [ 174 ] |
| "Rockstar"  | 2024 | Lisa                                         | TBA                           | Yes       | Yes      | [ 175 ] |
| "New Woman" | 2024 | Lisa và Rosalía                              | TBA                           | Yes       | Yes      | [ 176 ] |

## Danh sách phim và chương trình truyền hình

### Chương trình thực tế
| Năm  | Kênh     | Tên                   | Ghi Chú       |
| ---- | -------- | --------------------- | ------------- |
| 2017 | Onstyle  | AttractionTV (LisaTV) |               |
| 2018 | YouTube  | Blackpink House       | Với Blackpink |
| 2018 | Vlive    | Blackpink House       | Với Blackpink |
| 2018 | JTBC2    | Blackpink House       | Với Blackpink |
| 2018 | Olleh TV | Blackpink House       | Với Blackpink |
| 2018 | V Live   | BLACKPINK X STAR ROAD | Với Blackpink |
| 2019 | YouTube  | Blackpink Diaries     | Với Blackpink |
| 2019 | V Live   | Blackpink Diaries     | Với Blackpink |

### Chương trình truyền hình
| Năm  | Kênh        | Tên                       | Vai trò                | Ngày phát sóng          | Ghi Chú                                                            |
| ---- | ----------- | ------------------------- | ---------------------- | ----------------------- | ------------------------------------------------------------------ |
| 2016 | MBC Every 1 | Weekly Idol               | Khách mời              | 16 tháng 11             | Tập 277 (với Blackpink)                                            |
| 2016 | SBS         | Running Man               | Khách mời              | 18 tháng 12             | Tập 330 (với Blackpink)                                            |
| 2017 | Onstyle     | Get It Beauty             | Khách mời              | 26 tháng 2              | Tập 2 (với Blackpink)                                              |
| 2017 | MBC         | My Little Television      | Khách mời              | 20 tháng 5 - 27 tháng 5 | Tập 98-99 (với Blackpink)                                          |
| 2017 | MBC Every 1 | Weekly Idol               | Khách mời              | 5 tháng 7               | Tập 310 (với Blackpink)                                            |
| 2017 | JTBC        | Knowing Bros              | Khách mời              | 5 tháng 8               | Tập 87 (với Blackpink)                                             |
| 2017 | SBS         | JYP's Party People        | Khách mời              | 13 tháng 8              | Tập 4 (với Blackpink và Jung Yong-hwa)                             |
| 2018 | JTBC        | Idol Room                 | Khách mời              | 23 tháng 6              | Tập 7 (với Blackpink)                                              |
| 2018 | SBS         | My Ugly Duckling          | Khách mời              | 22 tháng 7              | với Blackpink và Seungri (cựu thành viên Big Bang)                 |
| 2018 | MBC         | Real Men 300              | Khách mời              | 21 tháng 9 - 2 tháng 11 | Tập 1 - 6                                                          |
| 2018 | JTBC        | YG Treasure Box           | Giám khảo              | 7 - 14 tháng 12         | Tập 4 - 5 (với Blackpink)                                          |
| 2019 | JTBC        | Stage K                   | Giám khảo              | 2 tháng 6               | Tập 8 (với Blackpink)                                              |
| 2020 | iQiYi       | Thanh xuân có bạn (mùa 2) | Huấn luyện viên vũ đạo | 5 tháng 3-30 tháng 5    | Cùng với Thái Từ Khôn, Ella Chen và Jony J                         |
| 2020 | SBS         | Running Man               | Khách mời              | 18 tháng 10             | Tập 525 (với Blackpink)                                            |
| 2021 | iQiYi       | Thanh xuân có bạn (mùa 3) | Huấn luyện viên vũ đạo | 18 tháng 2              | Cùng với Lý Vũ Xuân, Lý Vinh Hạo, Phan Vỹ Bá và Ngu Thư Hân (The9) |
| 2025 | HBO         | The White Lotus           | Nữ phụ                 | TBA                     | TBA                                                                |

## Video âm nhạc
| Năm  | Tên bài hát                                | Đạo diễn         | Thời lượng |
| ---- | ------------------------------------------ | ---------------- | ---------- |
| 2021 | "Lalisa"                                   | Seo Hyun-seung   | 3:26       |
| 2021 | "Money" (Exclusive Performance Video)      | Lee Sang-yoon    | 2:50       |
| 2024 | "Rockstar"                                 | Henry Scholfield | 2:48       |
| 2024 | "New Woman" (featuring Rosalía)            | Dave Meyers      | 3:12       |
| 2024 | "Moonlit Floor (Kiss Me)"                  | Raja Virdi       | 2:37       |
| 2025 | "Born Again" (featuring Doja Cat and Raye) | Bardia Zeinali   | 4:04       |

## Buổi biểu diễn trực tiếp

### Fan meeting
| Năm  | Thời gian        | Tên                          | Thành phố | Quốc gia   | Địa điểm                         |
| ---- | ---------------- | ---------------------------- | --------- | ---------- | -------------------------------- |
| 2024 | Ngày 11 tháng 11 | Lisa Fan Meetup in Asia 2024 | Singapore | Singapore  | Sân vận động trong nhà Singapore |
| 2024 | Ngày 13 tháng 11 | Lisa Fan Meetup in Asia 2024 | Băng Cốc  | Thái Lan   | BITEC LIVE                       |
| 2024 | Ngày 15 tháng 11 | Lisa Fan Meetup in Asia 2024 | Jakarta   | Indonesia  | Sân vận động Quốc tế Mata Elang  |
| 2024 | Ngày 17 tháng 11 | Lisa Fan Meetup in Asia 2024 | Cao Hùng  | Đài Loan   | Kaohsiung Arena                  |
| 2024 | Ngày 19 tháng 11 | Lisa Fan Meetup in Asia 2024 | Hong Kong | Trung Quốc | AsiaWorld–Arena                  |

### Lễ hội âm nhạc
| Sự kiện                                  | Ngày                                                | Thành phố          | Quốc gia | Địa điểm         | Bài hát đã trình diễn | Tham khảo |
| ---------------------------------------- | --------------------------------------------------- | ------------------ | -------- | ---------------- | --- | --------- |
| Global Citizen Festival                  | Ngày 28 tháng 9 năm 2024                            | Thành phố New York | Hoa Kỳ   | Central Park     | "Lalisa" "Money" "Moonlit Floor (Kiss Me) (Santa Baby Remix)" "New Woman" "Rockstar"                                                                                      | [ 177 ]   |
| Amazing Thailand Countdown               | Ngày 31 tháng 12 năm 2024                           | Bangkok            | Thái Lan | Iconsiam         | "Lalisa" "Money" "Moonlit Floor (Kiss Me) (Santa Baby Remix)" "New Woman" "Rockstar"                                                                                      | [ 178 ]   |
| Coachella Valley Music and Arts Festival | Ngày 11 tháng 4 năm 2025 – ngày 18 tháng 4 năm 2025 | California         | Hoa Kỳ   | Empire Polo Club | "Thunder" "Fxck Up the World" "Lalisa" "New Woman" "When I'm with You" "Dream" "Moonlit Floor (Kiss Me)" "Chill" "Elastigirl" "Money" "Born Again" "Lifestyle" "Rockstar" | [ 179 ]   |

### Lễ trao giải
| Sự kiện                     | Ngày                     | Thành phố          | Quốc gia | Bài hát đã trình diễn  | Tham khảo |
| --------------------------- | ------------------------ | ------------------ | -------- | ---------------------- | --------- |
| 2024 MTV Video Music Awards | Ngày 11 tháng 9 năm 2024 | Thành phố New York | Hoa Kỳ   | "New Woman" "Rockstar" | [ 180 ]   |
| 97th Academy Awards         | Ngày 2 tháng 3 năm 2025  | Los Angeles        | Hoa Kỳ   | "Live and Let Die"     | [ 181 ]   |

### Chương trình truyền hình và chương trình đặc biệt
| Sự kiện                                | Ngày                      | Thành phố          | Quốc gia | Bài hát đã trình diễn                | Tham khảo |
| -------------------------------------- | ------------------------- | ------------------ | -------- | ------------------------------------ | --------- |
| The Tonight Show Starring Jimmy Fallon | Ngày 10 tháng 9 năm 2021  | Thành phố New York | Hoa Kỳ   | "Lalisa"                             | [ 182 ]   |
| Inkigayo                               | Ngày 19 tháng 9 năm 2021  | Seoul              | Hàn Quốc | "Lalisa"                             | [ 183 ]   |
| Show! Music Core                       | Ngày 25 tháng 9 năm 2021  | Seoul              | Hàn Quốc | "Lalisa"                             | [ 184 ]   |
| Inkigayo                               | Ngày 26 tháng 9 năm 2021  | Seoul              | Hàn Quốc | "Lalisa"                             | [ 185 ]   |
| Le Gala des Pièces Jaunes              | Ngày 26 tháng 1 năm 2024  | Paris              | Pháp     | "SG" "Lalisa" "Money"                | [ 186 ]   |
| Victoria's Secret Fashion Show         | Ngày 15 tháng 10 năm 2024 | Thành phố New York | Hoa Kỳ   | "Rockstar" "Moonlit Floor (Kiss Me)" | [ 187 ]   |

## Giải thưởng và đề cử
| Năm  | Giải thưởng                         | Hạng mục                                                           | Đề cử                                             | Kết quả   | Nguồn           |
| ---- | ----------------------------------- | ------------------------------------------------------------------ | ------------------------------------------------- | --------- | --------------- |
| 2018 | MBC Entertainment Awards            | Nhân vật của năm                                                   | Lisa                                              | Đoạt giải | [ 26 ]          |
| 2018 | The Standard                        | Nhân vật của năm                                                   | Lisa                                              | Đoạt giải | [ 188 ]         |
| 2018 | The Standard                        | Nhân vật của năm                                                   | Lisa                                              | Đoạt giải | [ 189 ]         |
| 2019 | The Standard                        | Nhân vật của năm                                                   | Lisa                                              | Đoạt giải | [ 190 ]         |
| 2020 | Prêmio Anual K4US Awards            | Tin tức được yêu thích nhất trên Hwastar                           | Lisa                                              | Đoạt giải | [ 191 ]         |
| 2020 | Sanook X Joox Thailand Music Awards | Nghệ sĩ nổi tiếng trên mạng xã hội                                 | Lisa                                              | Đề cử     | [ 192 ]         |
| 2021 | The Fact Music Awards               | Người hâm mộ và ngôi sao chọn lựa (Cá nhân)                        | Lisa                                              | Đề cử     | [ 193 ]         |
| 2021 | MTV Europe Music Awards             | Xuất sắc nhất Kpop                                                 | Lisa                                              | Đề cử     | [ 194 ]         |
| 2021 | Weibo Starlight Awards              | Nghệ sĩ nước ngoài nổi tiếng nhất                                  | Lisa                                              | Đề cử     | [ 195 ]         |
| 2021 | Weibo Starlight Awards              | Nghệ sĩ nổi tiếng của năm                                          | Lisa                                              | Đoạt giải | [ 196 ]         |
| 2021 | Weibo Starlight Awards              | Đại sảnh danh vọng ánh sao Weibo (Singapore, Malaysia và Thái Lan) | Lisa                                              | Đoạt giải | [ 196 ]         |
| 2021 | Youth Award                         | Nhân vật truyền cảm hứng cho thế hệ trẻ                            | Lisa                                              | Đoạt giải | [ 197 ]         |
| 2021 | Global Nubia Awards                 | Nữ hoàng Kpop                                                      | Lisa                                              | Đoạt giải | [ 198 ]         |
| 2021 | Channel R Radio Awards              | Nghệ sĩ mới xuất sắc nhất                                          | Lisa                                              | Đoạt giải | [ 199 ]         |
| 2021 | Free To Play Awards                 | Nghệ sĩ Kpop xuất sắc nhất                                         | Lisa                                              | Đoạt giải | [ 200 ]         |
| 2021 | Clips De L'année                    | Video xuất sắc của năm                                             | "Lalisa"                                          | Đoạt giải | [ 201 ]         |
| 2021 | Mnet Asian Music Awards             | Top 10 do người hâm mộ toàn thế giới chọn lựa                      | Lisa                                              | Đoạt giải | [ 202 ]         |
| 2021 | Mnet Asian Music Awards             | Nghệ sĩ của năm                                                    | Lisa                                              | Đề cử     | [ 203 ]         |
| 2021 | Mnet Asian Music Awards             | Khoảnh khắc TikTok được yêu thích                                  | Lisa                                              | Đề cử     | [ 204 ]         |
| 2021 | Mnet Asian Music Awards             | Biểu tượng thế giới của năm                                        | Lisa                                              | Đề cử     | [ 205 ]         |
| 2021 | Mnet Asian Music Awards             | Nữ ca sĩ xuất sắc nhất                                             | Lisa                                              | Đề cử     | [ 206 ]         |
| 2021 | Mnet Asian Music Awards             | Màn trình diễn xuất sắc nhất - Solo                                | "Lalisa"                                          | Đề cử     | [ 206 ]         |
| 2021 | Mnet Asian Music Awards             | Ca khúc của năm                                                    | "Lalisa"                                          | Đề cử     | [ 207 ]         |
| 2021 | Asian Pop Music Awards              | Bản thu âm của năm (Nước ngoài)                                    | "Lalisa"                                          | Đề cử     | [ 209 ]         |
| 2021 | Asian Pop Music Awards              | Nữ ca sĩ xuất sắc nhất (Nước ngoài)                                | Lisa                                              | Đề cử     | [ 209 ]         |
| 2021 | Asian Pop Music Awards              | Màn trình diễn xuất sắc nhất (Nước ngoài)                          | "Money"                                           | Đề cử     | [ 210 ]         |
| 2021 | Asian Pop Music Awards              | Ca khúc của năm (Nước ngoài)                                       | "Lalisa"                                          | Đoạt giải | [ 210 ]         |
| 2021 | Asian Pop Music Awards              | Top 20 Album của năm                                               | "Lalisa"                                          | Đoạt giải | [ 210 ]         |
| 2021 | Asian Pop Music Awards              | Top 20 Ca khúc của năm                                             | "Lalisa"                                          | Đoạt giải | [ 210 ]         |
| 2021 | Asian Pop Music Awards              | Giải thưởng do người hâm mộ bình chọn                              | "Lalisa"                                          | Đoạt giải | [ 210 ]         |
| 2021 | Hanteo Music Awards                 | Hàng đầu Chodong                                                   | "Lalisa"                                          | Đoạt giải | [ 211 ]         |
| 2021 | Hanteo Music Awards                 | Nghệ sĩ nữ solo                                                    | Lisa                                              | Đoạt giải | [ 211 ]         |
| 2021 | Premios Cultura Asiática            | Nghệ sĩ solo Kpop xuất sắc nhất                                    | Lisa                                              | Đoạt giải | [ 212 ]         |
| 2021 | China Year End Awards               | Nghệ sĩ Thái Lan bán chạy nhất (đĩa đơn)                           | Lisa                                              | Đoạt giải |                 |
| 2021 | Top Ten Musical Awards              | Bài nhảy xuất sắc nhất                                             | "Money"                                           | Đoạt giải | [ 213 ]         |
| 2021 | Top Ten Musical Awards              | Bài hát của năm                                                    | "Lalisa"                                          | Đoạt giải | [ 213 ]         |
| 2021 | Korean Updates Awards               | Video âm nhạc của năm                                              | "Lalisa"                                          | Đoạt giải | [ 214 ]         |
| 2021 | Korean Updates Awards               | Vũ đạo của năm                                                     | "Lalisa"                                          | Đoạt giải | [ 215 ]         |
| 2021 | Korean Updates Awards               | Bài hát của năm                                                    | "Money"                                           | Đoạt giải | [ 215 ]         |
| 2021 | Korean Updates Awards               | Nữ ca sĩ solo xuất sắc nhất                                        | Lisa                                              | Đoạt giải | [ 216 ]         |
| 2021 | Hungary Music Daily Awards          | Nghệ sĩ Kpop xuất sắc nhất                                         | Lisa                                              | Đoạt giải | [ 217 ]         |
| 2022 | Korea First Brand Awards            | Nữ ca sĩ solo xuất sắc nhất                                        | Lisa                                              | Đề cử     | [ 219 ]         |
| 2022 | Bravo Otto                          | Tân binh xuất sắc nhất                                             | Lisa                                              | Đoạt giải | [ 220 ]         |
| 2022 | Seoul Music Awards                  | Làn sóng Kpop                                                      | Lisa                                              | Đề cử     | [ 221 ]         |
| 2022 | Seoul Music Awards                  | Độ nổi tiếng                                                       | Lisa                                              | Đề cử     | [ 221 ]         |
| 2022 | Seoul Music Awards                  | Bonsang                                                            | "Lalisa"                                          | Đề cử     | [ 221 ]         |
| 2022 | Korean Sales Music Awards           | Bài hát debut hay nhất                                             | "Lalisa"                                          | Đoạt giải | [ 222 ]         |
| 2022 | The Hallyu Talk Awards              | Best Droolworthy Soloist - Female                                  | Lisa                                              | Đoạt giải | [ 223 ]         |
| 2022 | Gaon Mubeat Global Choice Awards    | Sự lựa chọn toàn cầu của Mubeat - Nữ                               | Lisa                                              | Đoạt giải | [ 224 ]         |
| 2022 | Giải Video âm nhạc của MTV          | Best K-Pop                                                         | "Lalisa"                                          | Đoạt giải | [ 225 ] [ 226 ] |
| 2022 | MTV EMA 2022                        | Best K-Pop                                                         | Lisa                                              | Đoạt giải | [ 227 ]         |
| 2023 | MTV MIAW Awards                     | K-Pop Domination                                                   | Lisa                                              | Đề cử     | [ 228 ]         |
| 2023 | Asia Artist Awards                  | Popularity Award – Singer (Female)                                 | Lisa                                              | Đề cử     | [ 229 ]         |
| 2023 | Premios Lo Nuestro                  | Crossover Collaboration of the Year                                | "SG" (với DJ Snake, Ozuna và Megan Thee Stallion) | Đề cử     | [ 230 ]         |
| 2024 | Seoul Music Awards                  | Fan Choice of the Year                                             | Lisa                                              | Đề cử     | [ 231 ]         |
| 2024 | Giải Video âm nhạc của MTV          | Best K-pop                                                         | Lisa                                              | Đoạt giải | [ 232 ]         |
| 2024 | Giải Video âm nhạc của MTV          | Best Choreography                                                  | "Rockstar"                                        | Đề cử     | [ 232 ]         |
| 2024 | Giải Video âm nhạc của MTV          | Best Art Direction                                                 | "Rockstar"                                        | Đề cử     | [ 232 ]         |
| 2024 | Giải Video âm nhạc của MTV          | Best Editing                                                       | "Rockstar"                                        | Đề cử     | [ 232 ]         |
| 2024 | BreakTudo Awards 2024               | International Hit Of The Year                                      | "Rockstar"                                        | Đề cử     | [ 233 ]         |
| 2024 | BreakTudo Awards 2024               | International Collaboration Of The Year                            | "New Woman" (với ROSALÍA)                         | Đoạt giải | [ 233 ]         |
| 2024 | BreakTudo Awards 2024               | Rising International Artist                                        | Lisa                                              | Đề cử     | [ 233 ]         |
| 2024 | UK Music Video Awards               | Best Pop Video International                                       | "Rockstar"                                        | Đề cử     | [ 234 ]         |
| 2024 | Myx Music Awards                    | Global Video of the Year                                           | "Rockstar"                                        | Đề cử     | [ 235 ]         |
| 2024 | MTV Europe Music Awards             | Best K-Pop                                                         | Lisa                                              | Đề cử     | [ 236 ]         |
| 2024 | MTV Europe Music Awards             | Biggest Fans                                                       | Lilies                                            | Đoạt giải | [ 236 ]         |
| 2024 | MTV Europe Music Awards             | Best Collaboration                                                 | "New Woman" (với ROSALÍA)                         | Đoạt giải | [ 236 ]         |
| 2024 | MTV Europe Music Awards             | Best Video                                                         | "New Woman" (với ROSALÍA)                         | Đề cử     | [ 236 ]         |
| 2024 | Asian Pop Music Awards              | Bài hát của năm (Quốc tế)                                          | "Rockstar"                                        | Đề cử     | [ 237 ]         |
| 2024 | Asian Pop Music Awards              | Bình chọn của khán giả (Quốc tế)                                   | "Rockstar"                                        | Đoạt giải | [ 238 ]         |
| 2024 | Asian Pop Music Awards              | Sự hợp tác tốt nhất (Quốc tế)                                      | "New Woman" (với ROSALÍA)                         | Đề cử     | [ 239 ]         |
| 2024 | Asian Pop Music Awards              | 20 bài hát hay nhất của năm (Quốc tế)                              | "Rockstar"                                        | Đoạt giải | [ 240 ]         |
| 2024 | Asia Artist Awards                  | Popularity Award – Singer (Female)                                 | Lisa                                              | Đề cử     | [ 241 ]         |
| 2025 | Clio Awards                         | Music Marketing – Music Videos                                     | "Rockstar"                                        | Đoạt giải | [ 242 ]         |
| 2025 | D Awards                            | Best Girl Solo Popularity Award                                    | Lisa                                              | Đề cử     | [ 243 ]         |
| 2025 | iHeartRadio Music Awards            | K-Pop Artist of the Year                                           | Lisa                                              | Đề cử     | [ 244 ]         |
| 2025 | iHeartRadio Music Awards            | Best Music Video                                                   | "Rockstar"                                        | Đề cử     | [ 244 ]         |

### Kỷ lục thế giới
| Tổ chức                | Năm  | Kỷ lục                                                                                 | Tác phẩm đạt kỷ lục | Ref.    |
| ---------------------- | ---- | -------------------------------------------------------------------------------------- | ------------------- | ------- |
| Guinness World Records | 2021 | Video âm nhạc được xem nhiều nhất trên YouTube trong 24 giờ của một nghệ sĩ solo       | "Lalisa"            | [ 245 ] |
| Guinness World Records | 2021 | Video âm nhạc được xem nhiều nhất trên YouTube trong 24 giờ của một nghệ sĩ solo K-pop | "Lalisa"            | [ 245 ] |
| Guinness World Records | 2022 | Nghệ sĩ Kpop solo đầu tiên chiến thắng tại MTV Video Music Awards                      | "Lalisa"            | [ 246 ] |
| Guinness World Records | 2022 | Nghệ sĩ Kpop solo đầu tiên chiến thắng tại MTV Europe Music Awards                     | "Lalisa"            | [ 246 ] |
| Guinness World Records | 2022 | Nữ nghệ sĩ K-pop solo đạt 1 tỷ lượt nghe nhanh nhất trên Spotify                       | Lisa                | [ 246 ] |
| Guinness World Records | 2023 | Nghệ sĩ Kpop có nhiều người theo dõi nhất trên Instagram                               | Lisa                | [ 247 ] |
| Guinness World Records | 2023 | Album đầu tiên của nghệ sĩ solo K-pop đạt 1 tỷ lượt nghe trên Spotify                  | "Lalisa"            | [ 248 ] |
| Guinness World Records | 2023 | Ca khúc K-pop đầu tiên của nghệ sĩ solo đạt 1 tỷ lượt nghe trên Spotify                | Money               | [ 249 ] |

### Vinh danh
- "Nhà lãnh đạo Đại sứ Văn hóa" của Thái Lan (2023)[250]
- Biểu tượng văn hóa tại Đại sảnh danh vọng châu Á- Asian Hall of Fame (2023)[251]
- "Người con có tấm lòng hiếu thảo xuất sắc" danh giá của Thái Lan (2024)[252]

## Chương trình âm nhạc

### Music Bank
| Năm  | Ngày       | Bài hát  | Điểm |
| ---- | ---------- | -------- | ---- |
| 2021 | 17 tháng 9 | "Lalisa" | 5068 |